# Лануай
Лануа́й (фр. Lanouaille) — коммуна во Франции, находится в регионе Аквитания. Департамент — Дордонь. Входит в состав кантона Иль-Лу-Овезер. Округ коммуны — Нонтрон.
Код INSEE коммуны — 24227.

## География
Коммуна расположена приблизительно в 400 км к югу от Парижа, в 150 км северо-восточнее Бордо, в 45 км к северо-востоку от Перигё.
По территории коммуны протекает река Верхний Лу.

### Климат
Климат умеренный океанический со средним уровнем осадков, которые выпадают преимущественно зимой. Лето здесь долгое и тёплое, однако также довольно влажное, здесь не бывает регулярных периодов летней засухи. Средняя температура января — 5 °C, июля — 18 °C. Изредка вследствие стечения неблагоприятных погодных условий может наблюдаться непродолжительная засуха или случаются поздние заморозки. Климат меняется очень часто, как в течение сезона, так и год от года.

## Население
Население коммуны на 2010 год составляло 990 человек.
| 1962 | 1968  | 1975  | 1982  | 1990 | 1999 | 2010 |
| ---- | ----- | ----- | ----- | ---- | ---- | ---- |
| 1085 | 1 025 | 1 026 | 1 006 | 976  | 967  | 990  |

## Администрация
| Период | Период | Фамилия             | Партия                                                    | Примечания           |
| ------ | ------ | ------------------- | --------------------------------------------------------- | -------------------- |
| 1987   | 1995   | м-ль Латаст         |                                                           | генеральный советник |
| 1995   | 2020   | Жан-Пьер Кюбертафон | Союз за французскую демократию → Демократическое движение | пенсионер            |

## Экономика
В 2010 году среди 575 человек трудоспособного возраста (15-64 лет) 419 были экономически активными, 156 — неактивными (показатель активности — 72,9 %, в 1999 году было 69,8 %). Из 419 активных жителей работали 370 человек (200 мужчин и 170 женщин), безработных было 49 (20 мужчин и 29 женщин). Среди 156 неактивных 37 человек были учениками или студентами, 72 — пенсионерами, 47 были неактивными по другим причинам.

## Достопримечательности
- Церковь Св. Петра в оковах в неоготическом стиле
- Замок Больё
- Замок Дюранти (1845 год)

## Фотогалерея
- Военный мемориал
- Река Верхний Лу
- Река Верхний Лу